# Neu!
A Neu! német experimental rock/krautrock zenekar volt. Jelen voltak még a post-punk, elektronikus zene és ambient műfajokban is. Tagjai: Klaus Dinger, Michael Rother, Eberhard Kranemann, Uli Trepte, Thomas Dinger, Hans Lampe, Konrad Mathieu, Georg Sessenhausen és Nikolas Kolman.
1971-ben alakultak meg Düsseldorf-ban, 1986-ban feloszlottak. A harmadik lemezük bekerült az 1001 lemez, amit hallanod kell, mielőtt meghalsz című könyvbe is. A Neu! jelentős zenekarnak számított pályafutásuk alatt, hiszen ők voltak a Krautrock műfaj úttörői.

## Diszkográfia
- Neu! (1972)
- Neu 2 (1973)
- Neu 75 (1975)
- Neu 86 (2010, posztumusz kiadás)